# Anthon (Iowa)
Anthon é uma cidade localizada no estado americano de Iowa, no Condado de Woodbury.

## Demografia
Segundo o censo americano de 2000, a sua população era de 649 habitantes. 
Em 2006, foi estimada uma população de 637, um decréscimo de 12 (-1.8%).

## Geografia
De acordo com o United States Census Bureau tem uma área de 
1,8 km², dos quais 1,8 km² cobertos por terra e 0,0 km² cobertos por água.

## Localidades na vizinhança
O diagrama seguinte representa as localidades num raio de 20 km ao redor de Anthon. 